# Иля Пригожин
 Иля Романович Пригожин (на руски: Илья́ Рома́нович Приго́жин) е белгийски физикохимик от руски произход, носител на Нобелова награда за химия през 1977 година за постиженията си в областта на дисипативните структури, комплексните системи и необратимите процеси.

## Биография

### Произход и образование
Пригожин е роден на 25 януари 1917 година в Москва няколко месеца преди избухването на Октомврийската революция. Баща му, Роман Пригожин, е инженер-химик в Московския технологичен институт. Семейството е критично настроено спрямо новата съветска система и напуска Русия през 1921 година. Първоначално емигрират в Германия, а през 1929 в Белгия, като получава белгийско гражданство през 1949 година. Завършва химия през 1943 година в Брюкселски свободен университет и защитава докторат през 1945 върху термодинамичните системи.

### Научна кариера
През 1947 година е назначен за професор по физикохимия в Свободния университет в Брюксел. Работи в областта на термодинамиката и неравновесните необратими системи. За да обясни изследваните явления, разработва теорията на дисипативните структури. Разглежданите от него структури представя като нелинейна функция от времето и разглежда способността ѝ да обменя вещество или енергия с околната среда, като се дестабилизира спонтанно. През 50-те години формулира теорема (теоремата на Пригожин), според която скоростта на възникване на ентропия в отворена термодинамична система е минимална и че термодинамичната нестабилност е характерна за самоорганизиращите се системи.
През 1962 година Пригожин става директор на Международния институт по физика и химия „Солве“ в Брюксел. Изучава приложението на теорията за неравновесните термодинамични системи към биологичните системи и предполага, че теорията и математичните модели може да се приложат в обществените системи, управлението на транспорта и природните ресурси, метеорологията и другаде.
От 1967 година е едновременно и директор на Центъра за статистическа механика и термодинамика, основан от него в Тексаския университет – Остин.
Умира на 28 май 2003 година в Брюксел на 86-годишна възраст.

## Признание
През 1977 година получава Нобелова награда за химия „за приноса му в термодинамиката на неравновесните процеси, в частност за теорията за дисипативните структури“.
Иля Пригожин е член на Кралската белгийска академия, Нюйоркската академия на науките, Румънската академия на науките, Кралското научно дружество в Упсала, Германската академия на естествоизпитателите „Леополдина“, Американската академия за хуманитарни и естествени науки, Американското химическо дружество, Полското химическо дружество.